# Paul Dienst (Maler)
Paul Albert Dienst (* 7. Juni 1883 in Dresden; † 16. November 1945 ebenda) war ein deutscher Maler.

## Leben
Dienst war der Sohn des Ofensetzers Adalbert Dienst aus Pomßen und seiner Frau Pauline Caroline, geb. Bruchmann. Nach dem Volksschulbesuch nahm er eine Lehre als Lithograf und Zeichner auf. Danach besuchte er die Kunstgewerbeschule in Dresden und trat in die Wirtschaftlichen Verbände bildender Künstler Deutschlands (WVbK) ein. Dienst arbeitete danach in Dresden als freischaffender Maler. Er hatte sich vor allem auf das Malen von Landschaftsdarstellungen spezialisiert. Einige seiner Gemälde wurden vom sächsischen Staat und der Stadt Dresden angekauft.
In der Zeit des Nationalsozialismus war Dienst Mitglied der Reichskammer der bildenden Künste. Für diese Zeit ist seine Teilnahme an zwölf großen Gruppenausstellungen sicher belegt.
Dienst wohnte zuletzt in der Schumannstraße 62. Er blieb ledig und wurde auf dem Dresdener Johannisfriedhof beigesetzt. Sein Grab ist erhalten.